# Medal Kampanii Azji-Pacyfiku
Medal Kampanii Azji-Pacyfiku (ang. Asiatic–Pacific Campaign Medal) – medal Sił Zbrojnych Stanów Zjednoczonych, ustanowiony 6 listopada 1942 roku na mocy zarządzenia wykonawczego 9265 wydanego przez prezydenta Franklina D. Roosevelta i ogłoszony w 56 Biuletynie Departamentu Wojny z 1942 roku. Medal miał na celu wyróżnienie członków personelu wojskowego, którzy pełnili służbę wojskową na Pacyfiku i w Azji Południowo-Wschodniej podczas II wojny światowej.

## Opis
Początkowo odznaczenie istniało jedynie jako baretka. Pierwszym odznaczonym pełnym Medalem Kampanii Azji-Pacyfiku był gen. Douglas MacArthur, który otrzymał je w 1947 roku w uznaniu jego służby jako głównodowodzącego sił amerykańskich na Pacyfiku podczas II wojny światowej.
Awers medalu przedstawia amerykańskich żołnierzy w umundurowaniu zarówno marines, jak i armii, uzbrojonych w karabiny M1 Garand, schodzących z barki desantowej na brzeg jednej z wysp Pacyfiku. Za nimi widać trzy palmy, z czego dwie uszkodzone przez ostrzał. W tle ocean i flota desantowa, na niebie dwa amerykańskie samoloty. U góry umieszczono łukowaty napis ASIATIC PACIFIC CAMPAIGN. Rewers medalu przedstawia wizerunek bielika amerykańskiego, napis UNITED STATES OF AMERICA oraz daty 1941–1945.
Wstążka jest w większej części żółta, kolor ten symbolizuje piasek plaż desantowych. Potrójne biało-czerwono-białe paski po lewej i prawie stronie wstążki symbolizują barwy flagę Japonii, a potrójny niebiesko-biało-czerwony pośrodku flagę Stanów Zjednoczonych.
Kryteria przyznawania medalu zostały pierwotnie ogłoszone w Okólniku nr 84 Departamentu Armii z 25 marca 1948 roku, a następnie opublikowane w regulaminie armijnym nr 600–65 z 22 września 1948 roku.
Odpowiednikiem Medalu Kampanii Azji-Pacyfiku dla żołnierzy biorących udział w walkach w na Europejskim Teatrze Działań Wojennych był Medal Kampanii Europy-Afryki-Bliskiego Wschodu.